# Wattenbek
Wattenbek, en baix alemany Wattenbeek, és un municipi al districte de Rendsburg-Eckernförde a Slesvig-Holstein a Alemanya. Hi neix el riu Eider. Amb prop de tres mil habitants, és el segon municipi de l'amt Bordesholm. És un poble rural. La principal activitat econòmica és l'agricultura, una escola i uns serveis de proximitat. Els habitants treballen a Kiel, Bordesholm o Neumünster.

## Llocs d'interés
- Parc natural dels aiguamolls de Dosenmoor

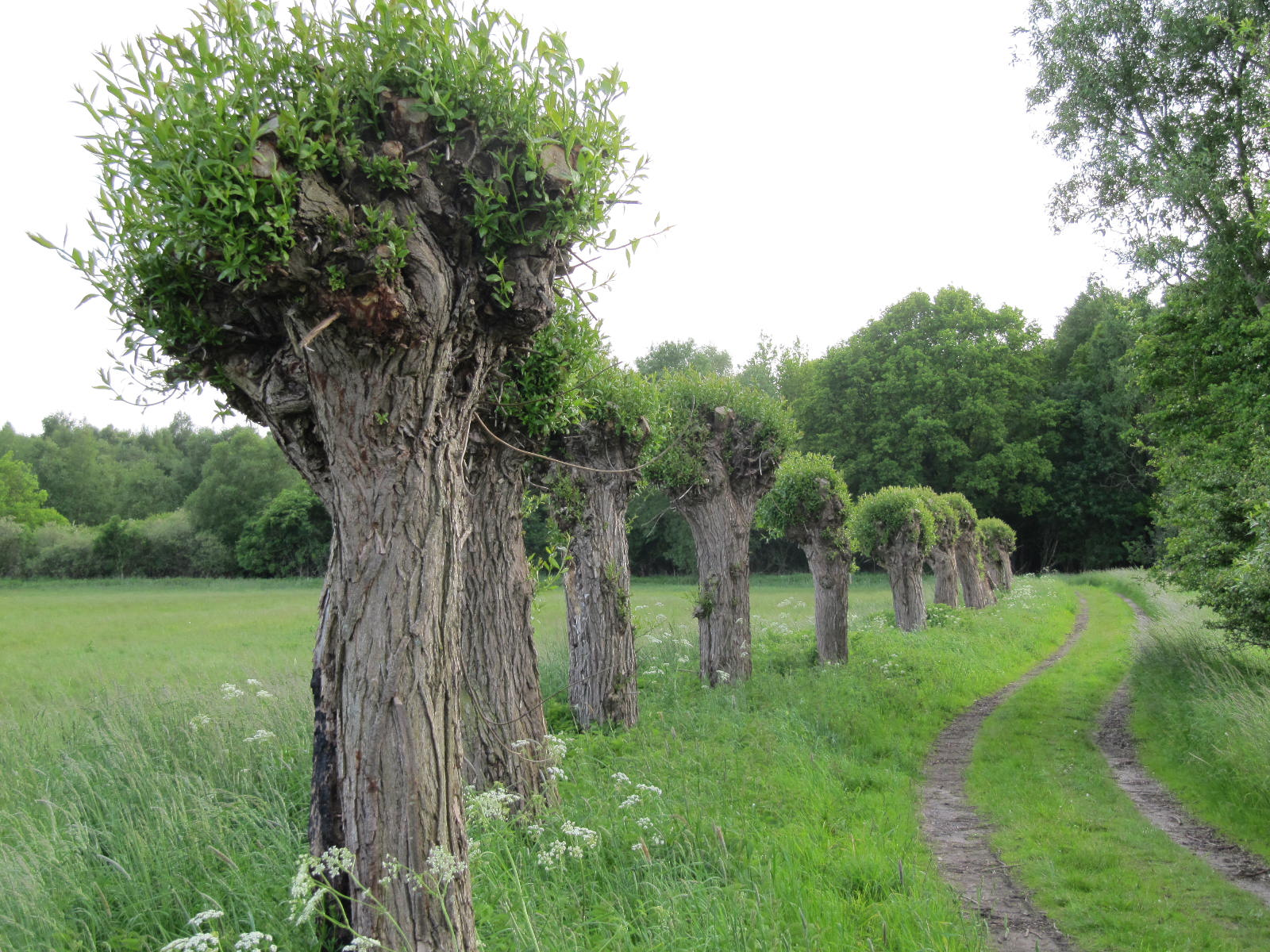
Camí amb salzes coronadissos al parc natural de Dosenmoor